# مسابقات جهانی ژیمناستیک ریتمیک ۱۹۹۶

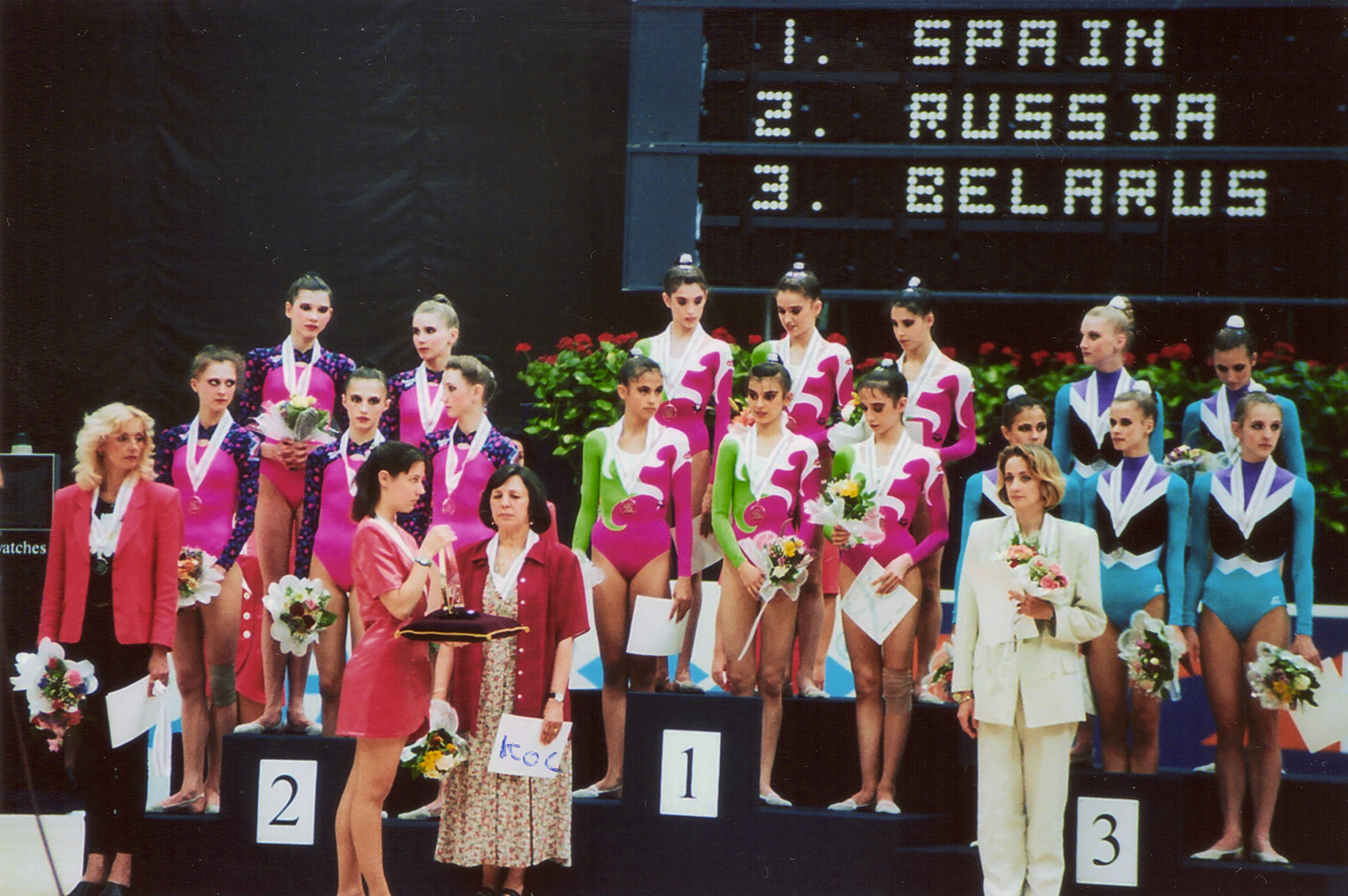
تصویری از مسابقات جهانی زیمناستیک

مسابقات جهانی ژیمناستیک ریتمیک ۱۹۹۶ بیستمین دوره مسابقات جهانی ژیمناستیک ریتمیک است که در بوداپست، مجارستان از ۱۹ تا ۲۳ ژوئن ۱۹۹۶ میلادی برگزار شده است.

## جدول مدال‌ها
| رتبه | کشور      | طلا | نقره | برنز | مجموع |
| ۱    | اوکراین   | ۲   | ۲    | ۱    | ۵     |
| ۲    | بلاروس    | ۲   | ۱    | ۳    | ۶     |
| ۳    | روسیه     | ۱   | ۴    | ۰    | ۵     |
| ۴    | بلغارستان | ۱   | ۱    | ۲    | ۴     |
| ۵    | اسپانیا   | ۱   | ۱    | ۰    | ۲     |